# Байгазинский сельсовет
Байгазинский сельсовет — муниципальное образование в Бурзянском районе Башкортостана России.

## История
Согласно Закону о границах, статусе и административных центрах муниципальных образований в Республике Башкортостан имеет статус сельского поселения.

## Население
| 2002 | 2009 | 2010 | 2012 | 2013 | 2014 | 2015 |
| ---- | ---- | ---- | ---- | ---- | ---- | ---- |
| 799  | ↗910 | ↘774 | ↘747 | ↗754 | ↘742 | ↘729 |
| 2016 | 2017 |      |      |      |      |      |
| ↗751 | ↗755 |      |      |      |      |      |

## Состав сельского поселения
| № | Населённый пункт | Тип населённого пункта          | Население |
| - | ---------------- | ------------------------------- | --------- |
| 1 | Байгазино        | деревня, административный центр | ↘360      |
| 2 | Новоусманово     | деревня                         | ↘414      |